# Hofuf

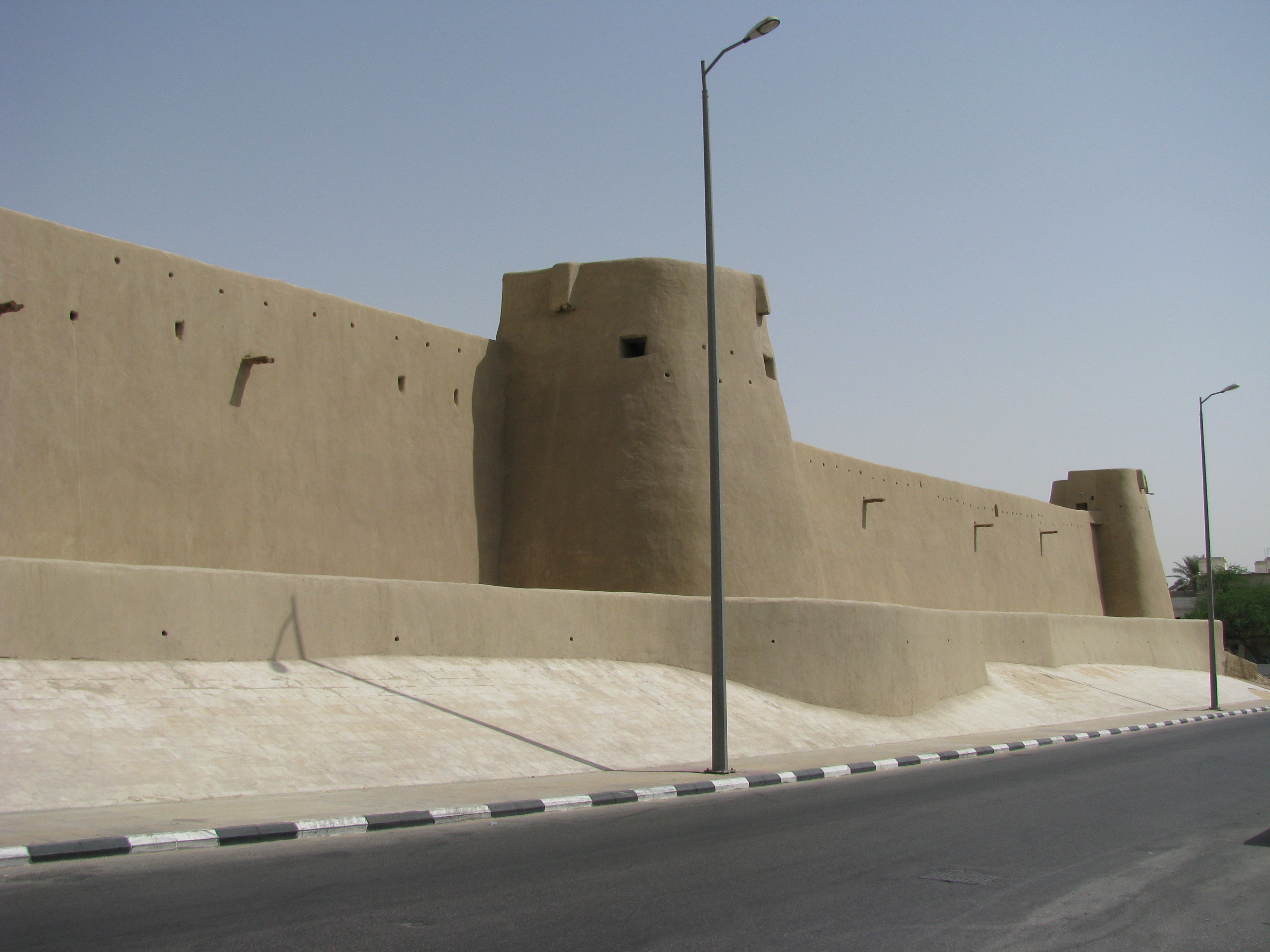
Fuerte de Sahoud

Al-Hofuf, también nombrada como: Hofof' o Hufuf al igual que Al-Hasa o Al-Ahsa (en árabe: الهفوف, transl.: al-Hufūf) es un centro urbano localizado en el oasis de Al-Ahsa, en la Provincia Oriental.
El área es conocida por ser una de las principales productoras de dátiles a nivel mundial, al igual que por sus zocos y palacios.

## Geografía
Está localizada en el interior al suroeste de Abqaiq y de las áreas metropolitanas de Dhahran, Dammam y Al-Khobar por el sur de la carretera hacia Haradh.
La localidad se encuentra próxima a los terrenos de oleoductos de Ghawar.